# Bad Time
Bad Time è un singolo della cantante statunitense Sabrina Carpenter, pubblicato il 1 novembre 2018 come secondo e ultimo promozionale estratto dal suo terzo album in studio Singular: Act I.
La canzone è stata scritta dalla stessa Sabrina Carpenter, Julia Karlsson e Oscar Görres.

## Descrizione
Bad Time è una canzone up-tempo con influenze synth pop e elettropop. Il testo parla di qualcuno che chiama la cantante per incontrarla, ma viene rifiutato perché le aveva già creato problemi.

## Accoglienza
Julian de Valliere di Line of Best Fit l'ha definita un punto forte dell'album, mentre Mike Neid di Idolator l'ha chiamata «divertente».